# 伊藤四男
伊藤 四男（いとう かずお、1898年11月8日 - 1974年3月20日）は日本の柔道家（講道館9段・国際武道院名人10段）。
戦後、講道館の中で東京高師閥と共に興盛を誇った三船久蔵閥の主力人物であり、警視庁や日本体育大学、東洋大学等で柔道師範を務めた。その後北米や欧州各国で柔道指導を行い、柔道の国際的発展にも貢献している。
晩年は講道館の9段位に列せられたほか、国際武道院を主宰して師の三船に次ぐ名人10段位を名乗った。

## 経歴
山形県新庄市下金沢町の伊藤家に四男（よんなん）として出生し、警察官を退官後に町役場吏員を務める父・一から柔道の手解きを受けた。後の市立日新小学校を卒業後は1913年に旧制佐世保中学校（後の長崎県立佐世保北高校および同南高校）に入学して柔道を修行、その後は佐世保の海兵隊に進んで同隊在籍中の1920年4月に講道館へ入門した。2ヵ月後には早くも初段位を許され、2年後の1922年5月には柔道家を志して上京し三船久蔵6段（のち10段）の門を叩いてその薫陶を受けた。
当時の講道館には永岡秀一師範や徳三宝など並居る俊才が雲の如く並び、活気溢れる稽古が連日行われていた頃の事である。
伊藤は三船の元で内弟子として起居を共にし、師の掲げる「中心帰一」「変応自在」の研究相手として、またその理念の体現者として修行に励んだ。
全盛時代にはまだ試合や大会が本格的に整備されておらず目立った成績は残していないが、身長160.6cm・体重63.8kgの小躯ながら背負投や巴投、横捨身技、絞技、関節技を得意として1927年5月と同年10月の紅白試合に白軍大将として出場したほか、1929年11月には当時事実上の日本一決定試合であった第5回明治神宮大会に一般の部・壮年組で出場し、群馬の富沢伝八5段や山形の五十嵐九兵衛5段らと好勝負を演じて福岡の須藤金作5段に次ぐ準優勝を果たしている。またこの間、1929年5月には大日本武徳会から柔道教士号を受けた。37歳で迎える1936年4月の第1回全日本東西対抗大会には東軍四将として出場したが、この時は西軍五将・久永貞男6段の上四方固に屈している。

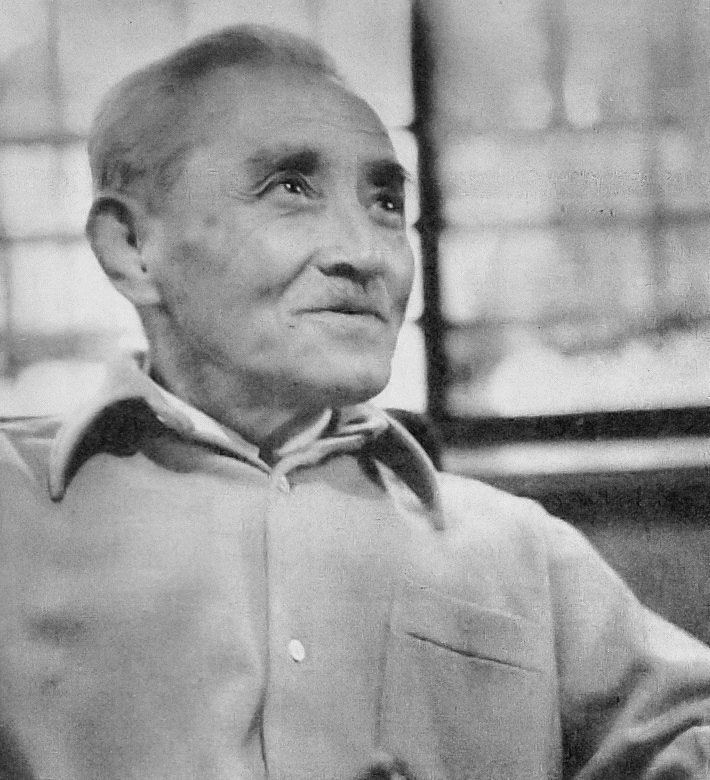
伊藤が師事した三船10段

三船の門下には伊藤のほか佐藤金之助、白井清一、曽根幸蔵、鈴木潔治、川上忠、姿節雄ら後に柔道界の大家となる言わば譜代大名的な高弟がおり、また外様大名としては小田常胤、神田久太郎、高橋浜吉らの逸材がいた。その中でも伊藤は背格好や柔道スタイルのみならず歩き方まで三船そっくりで、昭和初期頃に中折帽、羽織袴、雪駄という同じ格好で師弟で連れ立つ姿をしばしば見掛けたという柔道評論家のくろだたけしは「戦国時代なら大将・三船の影武者と言えるほど酷似していた」「よくもここまで似たものと言われる程そっくりであった」と述懐している
。
なお、伊藤は明治大学専門部政治経済科に入学するも中退しているため、最終学歴としては同じ三船の弟子達と共に学んだ高等柔道教員養成所の卒業であった。
隅落（いわゆる“空気投”）の考案で有名な師の三船は、あまり知られていないが柔道の形として投技・固技の返し技（当時は“裏技”といった）の形も研究・案出していた。具体的には手技5本（浮落・背負投・肩車・体落・帯落）、足技6本（送足払・小内刈・大内刈・支釣込足・内股・大外刈）、腰技5本（跳腰・払腰・半腰・浮腰・大腰）、抑込技5本（袈裟固・肩固・上四方固・横四方固・崩上四方固）、絞技5本（片十字絞・裸絞・送襟絞・片羽絞・逆十字絞）、関節技5本（腕緘・腕挫十字固・腕挫腕固・腕挫膝固・足緘）の返し技で、三船は1936年頃にこれをほぼ完成させ嘉納治五郎に対して正式な形として採用するよう働き掛けていたという。
嘉納も高く評価し前向きな姿勢を示していたが、1938年の国際オリンピック委員会出席の帰途に船上で他界したためお蔵入りし、この形は終に陽の目を見る事はなかった。この返し技の形を演って伊藤の右に出る者はなく、伊藤はのち1970年に師弟の汗の結晶とも言える著書『柔道の投げと固めの裏技』を精文館書店より発刊している。
| 段位 | 年月日         | 年齢 |
| ---- | -------------- | ---- |
| 入門 | 1920年4月18日  | 21歳 |
| 初段 | 1920年6月23日  | 21歳 |
| 2段  | 1922年1月8日   | 23歳 |
| 3段  | 1922年10月1日  | 23歳 |
| 4段  | 1924年1月13日  | 25歳 |
| 5段  | 1926年12月14日 | 28歳 |
| 6段  | 1931年1月25日  | 32歳 |
| 7段  | 1937年12月22日 | 39歳 |
| 8段  | 1945年5月4日   | 46歳 |
| 9段  | 1958年5月5日   | 59歳 |

戦後は武道禁止令という逆風の中、伊藤はGHQに対して武道解禁を粘り強く訴え続けるのに中心的役割を果たし、1953年2月には再び公に柔道を稽古する事が許されるようになった。その後柔道は日本を飛び出して瞬く間に世界へと普及、世界選手権大会の開催や五輪競技としての正式採用など今日の国際的降盛を見るに至り、その根源には伊藤らの熱心な活動があった点は特筆される。
指導者としては自身の道場を構えて後進の指導に当たったほか講道館の指導員・審議員などの重責を担い、また警視庁、海軍経理学校、鉄道教習所、東京拘置所、日本体育大学、東洋大学、明治学院大学、國學院大學、旧制日本大学中学校（後の日本大学第一高等学校）など各所の師範を戦前から永く歴任して多くの柔道指導者や社会の指導者を育成。それら柔道界に対する多大な功績から1958年5月の嘉納師範20年祭では講道館より9段位を受けた。
一方、柔道の国際交流の必要性をいち早く感じていた伊藤は国際武道院を主宰して初代理事長を務めたほか、1963年に各国大公使をホテルオークラ東京へ招いて国際親善武道大会を開催するなどした。また1968年・1970年の2度に渡り佐藤静弥8段ただ1人を伴って欧米の11ヵ国を廻り柔道の普及・振興に尽力、この間米国マウントクレモン市の名誉市民号やYMCAニューヨーク総本部から柔道大使を拝命した。更には英語の論文『柔道の修練とその力学的考察』を発表して米国インターナショナル・ユニバーシティから理学博士の学位を贈られている。
1972年4月29日付で勲五等双光旭日章の叙勲に浴し、同年10月には国際武道院の名人10段を、次いで1974年1月15日には故郷の新庄市で2人目の名誉市民に推戴された。晩年は東京都世田谷区の上馬に居を構えて柔道界の重鎮として活躍した伊藤だったが、翌1974年3月に77歳で没した。有名な「勝つばかりが能じゃない、負ける事を知らなけりゃ名人にはなれないよ」の言葉は、晩年に残したものである。
伊藤は生前、「武道はどこまでも実践躬行の道であり、技も覚えるのではなく身につけるもの」「技の修練によって心身を鍛え、社会人類の幸福と世界平和に貢献する事が、武道を学ぶ者にとって大いなる恵である」と語り、自らもそれを実践してきた。
前述の通り、返し技の形は講道館に伝承する事はなく三船亡き後は伊藤が率いる国際武道院に正統が伝わり、また伊藤の没後は同じく三船門下の居藤高季8段が後を継いで名人10段を名乗って、多くの講道館高段者にも国際武道院の範士9段号が贈られた。しかし1980年に講道館が館長名で「国際武道院の段位・称号を持つ者は即刻返上せよ。さもなくば講道館および全日本柔道連盟の役職から追放する」という御触書を出した際に大多数の柔道家がこれに従ったため、国際武道院はかつての三船閥のように柔道界における一大派閥となる事は無かった。それでも三船や伊藤、居藤が築き上げたその技術は一部の硬骨の士の間で代々継承され、没後40年以上を経た現在でも同院では真の武道を追求した活動が行われている。